# Църновец
Църновец или Църнеец (на македонска литературна норма: Црновец, понякога Църнеец) е село в община Битоля на Северна Македония.

## География
Селото се намира в крайния западен дял на Битолското поле, на 18 km северно от Битоля. Разположено е на 650 m надморска височина. Името си носи от черноземните почви, които преобладават в землището му.

## История
В XIX век Църновец е албанско село в Битолска кааза на Османската империя. Според статистиката на Васил Кънчов („Македония. Етнография и статистика“) от 1900 година Църнейцъ или Чърневици има 500 жители, всички арнаути мохамедани.
На Етнографската карта на Битолския вилает на Картографския институт в София от 1901 година Църновец е смесено село българи, албанци и власи в Битолската каза на Битолския санджак с 90 къщи.
В 1961 година селото има 636 жители. Жителите на селото се изселват в Битоля, Скопие, Европа и отвъдокеанските страни.
Според преброяването от 2002 година селото има 86 жители, от които 66 северномакедонци, 18 албанци, 1 турчин и 1 друг.
| Националност     | Всичко |
| северномакедонци | 66     |
| албанци          | 18     |
| турци            | 1      |
| роми             | 0      |
| власи            | 0      |
| сърби            | 0      |
| бошняци          | 0      |
| други            | 1      |

В селото има църква „Свети Спас“ и манастирска църква „Св. св. Петър и Павел“.